# 德羅帕內冰原島峰
73°46′S 5°3′W / 73.767°S 5.050°W
德羅帕內冰原島峰，是南極洲的冰原島峰，位於毛德皇后地的瑪塔公主海岸，處於基爾萬海崖西南端，挪威製圖師根據探險隊的測量和拍攝的空中照片繪入地圖，現時由南極條約體系管理。